# House of Cash
La House of Cash era un museo situato al numero 700 di E. Main Street a Hendersonville (Tennessee), a circa trenta chilometri a nord di Nashville, dedicato alla vita e alle opere del cantautore statunitense Johnny Cash. Johnny Cash non ha mai vissuto nell'edificio, che veniva usato come studio di registrazione e ufficio. Con il medesimo nome si indica la residenza che fu di Johnny Cash e della moglie June Carter dal 1968 fino alla morte di entrambi nel 2003, posta nelle vicinanze del museo, al numero 200 di Caudill Drive a Hendersonville (Tennessee). La residenza, strutturata su tre piani, era stata costruita nel 1967 con pietra e legname raccolto da antichi fienili e case, alcune vecchie più di due secoli. Le travi erano tronchi d'albero scortecciati e tre su quattro delle mura esterne erano in vetro.
Nel 2003 l'abitazione venne acquistata da Barry Gibb, leader del gruppo dei Bee Gees, che si era detto impegnato a conservarla in onore del cantante country. Sarebbe dovuta diventare la casa estiva del nuovo proprietario, alla ricerca di un buen retiro in cui rifugiarsi a comporre nel periodo degli uragani di Miami, ma andò completamente distrutta in un incendio il 10 aprile 2007 durante dei lavori di ristrutturazione. La House of Cash è visibile in maniera estesa nel video della canzone Hurt, diretto da Mark Romanek.
Nel 2013 è stato aperto un nuovo Johnny Cash Museum a Nashville (Tennessee).